# Tico-tico-rei-cinza
O tico-tico-rei-cinza ou tentilhão-rei-cinzento (Coryphospingus pileatus) é uma espécie de ave passeriforme da família Thraupidae, por vezes também classificada como Emberizidae em fontes mais recentes. É típica das regiões semiáridas da América do Sul, distribuindo-se no Brasil, Colômbia, Guiana Francesa e Venezuela em florestas secas, tropicais ou subtropicais, de baixa altitude e florestas secundárias altamente degradadas. Também é conhecido como abre-fecha, maria-fita, cravina, galinho-da-serra, batalha, tico-tico-do-sertão, primavera, cocó-de-fita, cristinha, sibispo, e laço-de-fita.

## Taxonomia
Esta espécie foi descrita pela primeira vez pelo naturalista alemão Maximilian de Wied-Neuwied em 1821. A análise molecular mostrou que C. pileatus e o tico-tico-rei-vermelho (C. cucullatus) pertencem à família Thraupidae, e formam um grupo irmão que contém também Trichothraupis melanops, Lanio e Eucometis penicillata. Existem três subespécies reconhecidas; C. p. brevicaudus do norte da Colômbia e do norte da Venezuela; C. p. rostratus do alto vale do rio Magdalena, Colômbia; e C.p. pileatus do nordeste e centro-oeste do Brasil.

## Descrição
O tico-tico-rei-cinza cresce até um comprimento de aproximadamente 13 centímetros. As partes superiores, as asas e a cauda são cinzentas, enquanto as partes inferiores são esbranquiçadas. Possui um anel perioftálmico branco ao redor do olho, os tarsos são cinzentas e o bico cônico é cinza com a mandíbula inferior branca. Os machos possuem um píleo vermelho-escarlate que passa maior parte do tempo oculto por uma coroa preta, sendo levantado apenas quando o pássaro está hesitado ou agitado. As fêmeas e os juvenis tem uma plumagem semelhante ao macho, mas não possui o vermelho e o preto na cabeça.

## Distribuição ehabitat
Esta espécie é nativa da América do Sul, sendo encontrada no norte da Venezuela e norte e leste da Colômbia, com uma população separada no nordeste e centro-oeste do Brasil que se estende do Maranhão ao norte de São Paulo e até o leste do Mato Grosso. É uma ave de floresta decídua, bordas de floresta, vegetação rasteira e mato seco, e sua altitude máxima é de cerca 1.000 metros.

## Ecologia
O tico-tico-rei-cinza forrageia em pequenos bandos, principalmente no solo, mas também em vegetação rasteira. Sua alimentação é pouco conhecida, mas é principalmente granívora. A época de reprodução ocorre na estação chuvosa, entre abril e novembro na Venezuela, e entre janeiro e agosto no Brasil, e o momento exato depende do início das chuvas.